# Arlequin plongeur

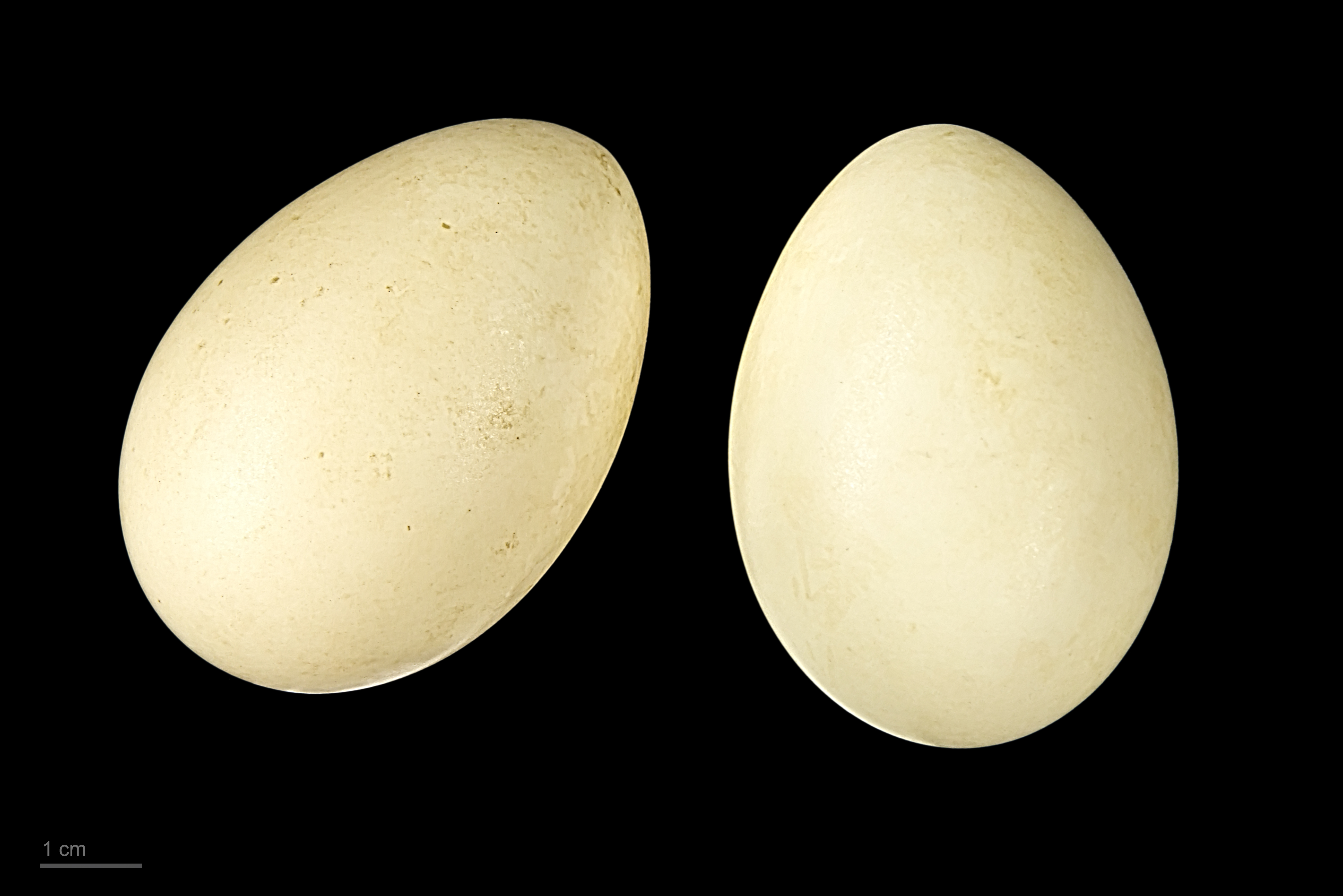
Œufs de Histrionicus histrionicus - MHNT

Histrionicus histrionicus
Pour les articles homonymes, voir Arlequin (homonymie).
Genre
Espèce
Statut de conservation UICN

 LC  : Préoccupation mineure
L'Arlequin plongeur ou Canard arlequin ou Garrot arlequin (Histrionicus histrionicus) est une espèce de canards plongeurs de la famille des anatidés. C'est la seule espèce du genre Histrionicus.

## Morphologie
L'Arlequin plongeur est un petit canard (de 38 à 45 cm) très sombre au bec court. En plumage nuptial, le mâle présente un plumage gris bleu sombre, paraissant noir de loin avec les flancs marron et des taches et raies blanches sur la tête, le cou et la poitrine. En plumage internuptial, il ressemble à la femelle mais s'en distingue par le dessus du corps ardoisé sombre et l'absence de blanc à la poitrine. La femelle est brun foncé uniforme avec la poitrine blanchâtre, deux taches blanches indistinctes devant les yeux et une plus nette derrière.
Les mâles pèsent en moyenne 653 grammes (de 590 à 726 g) et les femelles pèsent 100 g de moins (de 500 à 590 g).

## Comportement

### Locomotion
L'Arlequin plongeur se regroupe fréquemment en bandes denses aux mouvements simultanés. Il nage gracieusement en secouant la tête sans cesse et en relevant souvent la queue. Il apprécie de plonger dans le ressac. Lors des plongeons, les ailes sont ouvertes lorsque le courant est rapide. Cela leur sert à maintenir leur équilibre. Ils contrent également le courant en marchant sur le fond rocheux.

### Alimentation
En Islande, les Arlequins plongeurs se nourrissent d'insectes et des larves et des pupes de mouches. Lors de la période d'hivernage, ils se nourrissent également de crustacés et de mollusques. Ils s'alimentent en plongeant.

### Reproduction
Généralement grégaire, le Arlequin plongeur se disperse pendant la période de nidification. En revanche, les densités peuvent être relativement élevées (10 couples par kilomètre de rivage) dans certaines rivières avec un habitat très favorable. Il n'y a pas de défense d'un territoire mais les activités sont souvent confinées à des sections spécifiques des rivières. Les adultes utilisent la même section d'une rivière année après année pour nicher.
Les individus se reproduisent vers l'âge de deux ans. Il existe peu de données sur les nids mais il semble que ceux-ci soient construits au sol sous des buissons ou débris végétaux, dans des arbres tronqués ou dans des cavités rocheuses. Les nids sont construits par les femelles et placés à moins de cinq mètres de l'eau.
La femelle pond en moyenne six œufs (de 3 à 7) à une fréquence d'un œuf par 2-4 jours. L'incubation commence dès la ponte du dernier œuf et dure environ 28 jours. Les poussins sont nidifuges à l'éclosion.
Le mâle quitte le site de nidification au début de la période d'incubation et laisse à la femelle le soin des canetons.

## Habitat
Cet oiseau se reproduit sur les îles au milieu de torrents, souvent près des rapides et des cascades. Il hiverne le long des côtes abruptes avec de nombreux récifs immergés.

## Répartition

Carte de répartition
Aire de nidification
Aire d'hivernage

En Amérique du Nord, cette espèce niche au Québec, au Labrador, et probablement sur l'Île de Baffin, au Nouveau-Brunswick et à Terre-Neuve. Néanmoins, il est beaucoup plus nombreux dans l'ouest du continent, où on le retrouve de l'Alaska jusqu'en Californie. L'Arlequin plongeur niche également en Islande, au Groenland et dans le nord-est de l'Asie. Il peut s'égarer notamment jusqu'en Grande-Bretagne, en Scandinavie, en Allemagne, en France et en Italie.

## Systématique
Il n'y a pas de sous-espèces reconnues. Les populations de l'Atlantique et du Pacifique ne semblent pas avoir divergé bien que les populations du Pacifique aient tendance à être légèrement plus larges.

## L'Arlequin plongeur et l'humain

### Étymologie
Son nom vient du personnage Arlequin de la commedia dell'arte dont le costume est multicolore tout comme le plumage de l'oiseau.
À son tour, le nom du personnage viendrait de celui du roi de Grande-Bretagne « Herla » (Herla King) ou bien d'un diable nommé « Hellequin », ce qui donna Harlequin puis en français Arlequin. On pense aussi aux termes anglais « hell » (enfer) et « king » (roi).

## Galerie

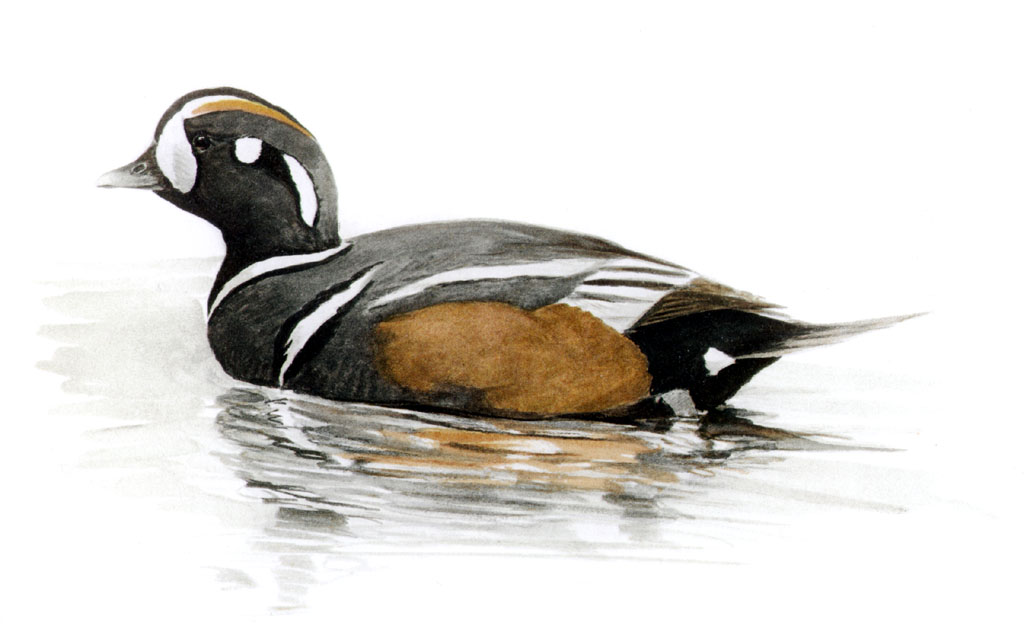
Arlequin plongeur par Louis Agassiz Fuertes
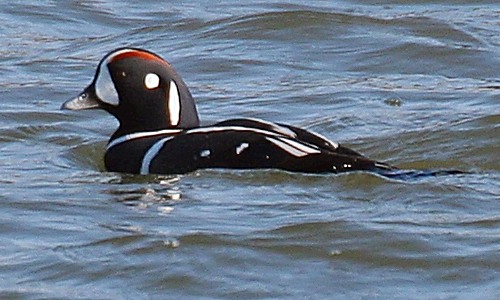
mâle
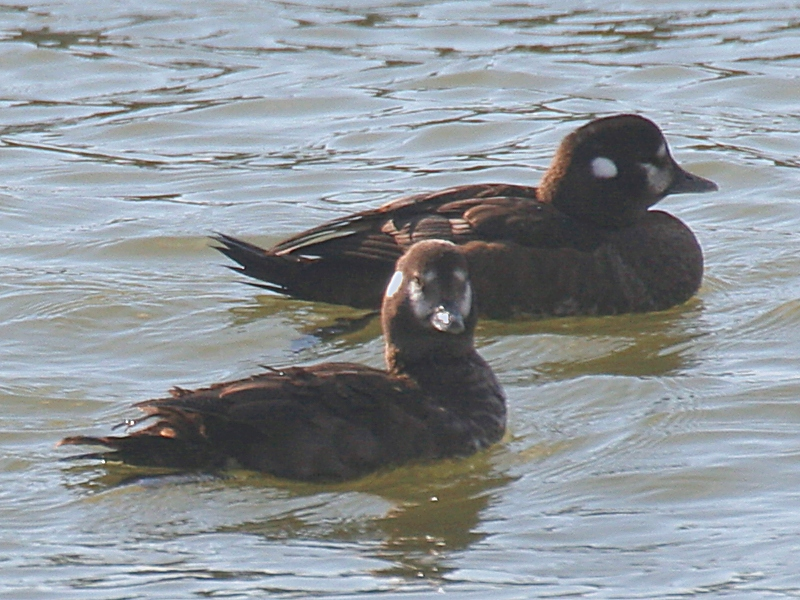
femelle

### GenreHistrionicus
- (en) Congrès ornithologique international : Histrionicus histrionicus dans l'ordre Anseriformes (consulté le 13 mai 2015)
- (fr + en)  Avibase : Histrionicus histrionicus (+ répartition) (consulté le 30 juin 2015)
- (en) Zoonomen Nomenclature Resource (Alan P. Peterson) : Histrionicus  dans Anseriformes
- (en) Fauna Europaea : Histrionicus Lesson, 1826 (consulté le 22 mars 2023)
- (fr + en) ITIS : Histrionicus Lesson, 1828
- (en) Animal Diversity Web : Histrionicus
- (en) NCBI : Histrionicus (taxons inclus)
- (en) UICN : taxon Histrionicus  (consulté le 6 janvier 2023)

### EspèceHistrionicus histrionicus
- (en) Zoonomen Nomenclature Resource (Alan P. Peterson) : Histrionicus histrionicus  dans Anseriformes
- (en) Tree of Life Web Project : Histrionicus histrionicus
- (en) Catalogue of Life : Histrionicus histrionicus (Linnaeus, 1758) (consulté le 15 décembre 2020)
- (fr) Oiseaux.net : Histrionicus histrionicus (+ répartition)
- (en) Fauna Europaea : Histrionicus histrionicus (Linnaeus, 1758) (consulté le 22 mars 2023)
- (fr + en) ITIS : Histrionicus histrionicus (Linnaeus, 1758)
- (en) Animal Diversity Web : Histrionicus histrionicus
- (en) NCBI : Histrionicus histrionicus (taxons inclus)
- (en) UICN : espèce Histrionicus histrionicus (consulté le 30 juin 2015)
- (fr) INPN : Histrionicus histrionicus (Linnaeus, 1758) (TAXREF)
- (fr) Plan de gestion de l’Arlequin plongeur au Canada
- (fr) Arlequin plongeur dans Faune et flore du pays (Canada)